# The Honor of the Camp
The Honor of the Camp è un cortometraggio muto del 1915 diretto da Burton L. King.

## Produzione
Il film fu prodotto dalla Selig Polyscope Company.

## Distribuzione
Distribuito dalla General Film Company, il film - un cortometraggio in una bobina - uscì nelle sale cinematografiche statunitensi il 27 aprile 1915.